# Суперкубок Кувейту з футболу 2024
Суперкубок Кувейту з футболу 2024  — 17-й розіграш турніру. Матчі відбулись з 24 по 28 січня 2025 року між чотирма найсильнішими командами Кувейту сезону 2023—24. Титул втретє поспіль здобув Аль-Кувейт.
| Володар Суперкубка Кувейту 2024 |
| ------------------------------- |
|                                 |
| Аль-Кувейт Восьмий титул        |

## Формат
У турнірі взяли чотири найуспішніші команди Кувейту сезону 2023-24.
- Чемпіон Кувейту — «Аль-Кувейт»
- Віце-чемпіон Кувейту — «Аль-Арабі»
- Володар Кубка Еміра Кувейту — «Аль-Кадісія»
- Фіналіст Кубка Еміра Кувейту — «Ас-Сальмія»

## Півфінали
| 24 січня 2025 16:50 (EEST) |

| Аль-Кувейт                              | 4:1      | Ас-Сальмія |
| --------------------------------------- | -------- | ---------- |
| Алаа 17' Зола 56' Насір 88' Каміл 90+5' | Протокол | Менді 4'   |

| Сулайбіхат Стедіум, Ес-Сулайбіхат Арбітр: Іван Бартон |

| 24 січня 2025 19:15 (EEST) |

| Аль-Арабі | 0:1      | Аль-Кадісія |
| --------- | -------- | ----------- |
|           | Протокол | Хафі 59'    |

| Джабер Аль-Ахмад, Ель-Кувейт Арбітр: Аммар Ашканані |

## Фінал
| 28 січня 2025 18:15 (EEST) |

| Аль-Кувейт                                                                                | 1:1      | Аль-Кадісія                                                                            |
| ----------------------------------------------------------------------------------------- | -------- | -------------------------------------------------------------------------------------- |
| Занкі 6'                                                                                  | Протокол | Амро Абделфатах 34' (аг)                                                               |
|                                                                                           | Пенальті |                                                                                        |
| Жабран · Насір · Мархун · Дахам · Аль-Хаджері · Алі-Пурдара · Амро Абделфатах · Аль-Санеа | 7:6      | аль-Мутава · Хафі · Дехірі · Аль-Фанеені · Аль-Давсарі · Ваді · Ель-Ебрагім · Аджибола |

| Джабер Аль-Ахмад, Ель-Кувейт Глядачів: 22 610 Арбітр: Вассіліс Фотіас |